# Cantón de Peyruis
El cantón de Peyruis era una división administrativa francesa que estaba situada en el departamento de Alpes de Alta Provenza y la región de Provenza-Alpes-Costa Azul.

## Composición
El cantón estaba formado por cuatro comunas:
- Ganagobie
- La Brillanne
- Lurs
- Peyruis

## Supresión del cantón de Peyruis
En aplicación del Decreto n.º 2014-226 de 24 de febrero de 2014, el cantón de Peyruis fue suprimido el 22 de marzo de 2015 y sus 4 comunas pasaron a formar parte, dos del nuevo cantón de Château-Arnoux-Saint-Auban y dos del nuevo cantón de Forcalquier.